# カルボナトビス(エチレンジアミン)コバルト(III)塩化物
カルボナトビス(エチレンジアミン)コバルト(III)塩化物（英語: Carbonatobis(ethylenediamine)cobalt(III) chloride）は、[CoCO3(en)2]Cl（en = エチレンジアミン）の化学式を持つ塩である。水に可溶な赤色の反磁性固体である。カチオン性炭酸錯体[CoCO3(en)2]+のモノ塩化物塩である。この塩の塩化物イオンは容易にイオン交換を起こす。この化合物は、二酸化炭素の存在下で塩化コバルト(II)、水酸化リチウム、およびエチレンジアミンの混合物を酸化することによって合成される。
CoCl2 + 2en + CO2 + 0.5H2O2 + LiOH → [CoCO3(en)2]Cl + H2O + LiCl
カチオン性錯体はC2対称性を持つ八面体形である。
炭酸配位子は酸加水分解によって容易に置換される。誘導体には、シスおよびトランス-[CoCl2(en)2]+、シス-[Co(OH)(H2O)3(en)2]2+、シス-[Co(OH2)2(en)2]+、およびシス-[Co(NO2)2(en)2]+錯体が含まれる。トリフルオロメタンスルホン酸（HOTf）との反応は、[Co(OTf)2(en)2]OTfを与える。